# Madonna col Bambino (Ambrogio Lorenzetti Brera)
La Madonna col Bambino è un dipinto a tempera e oro su tavola (85x57 cm) di Ambrogio Lorenzetti, databile al 1320-1330 circa (pur con qualche incertezza) e conservato nella Pinacoteca di Brera a Milano.

## Storia
Probabilmente il dipinto era l'elemento centrale di un polittico, come nelle opere coeve di Duccio di Buoninsegna e dello stesso Ambrogio.
Non si hanno notizie della tavola prima della fine dell'Ottocento, quando la signora Helbig l'acquistò dal mercato senese per la propria collezione. Tra il 1926 e il 1930 la tavola fu acquistata dal collezionista Guido Cagnola e da questi donata alla Pinacoteca Brera nel 1947. L'opera è oggi in un cattivo stato di conservazione, dovuto anche a una cattiva pulitura eseguita in antico.
L'opera non è firmata, né datata dall'artista. L'attribuzione ad Ambrogio Lorenzetti è stata proposta per la prima volta da Guido Cagnola nel 1908 su basi puramente stilistiche e da allora generalmente accettata da tutta la critica. Più dibattuta è stata la data dell'opera, con un pendolo attributivo che va da prima del 1319 al 1345. Anche recentemente Michel Laclotte si è espresso a favore di una datazione anteriore alla Madonna col Bambino di Vico l'Abate e quindi precedente al 1319. L'opera è collocata addirittura tra il 1340 e 1345 da altri. Pur con queste incertezze la maggior parte degli esperti colloca oggi l'opera ai primi anni venti del 1300 (1320-1327). A favore di questa ipotesi depone il manto della Madonna, inusualmente chiaro e con decorazioni geometrico-floreali (generalmente è blu scuro), soluzione usata dagli artisti di scuola senese solo intorno al 1320-1325 (ad esempio nel polittico della chiesa di Santa Maria della Pieve ad Arezzo di Pietro Lorenzetti e la Madonna col Bambino e dedicante del Philadelphia Museum of Art, sempre di Pietro Lorenzetti). Anche il panneggio poco volumetrico e la postura rigida della Madonna danno credito ad una datazione di questo tipo, nonché l'irrequietezza del piedino e della mano del bambino, vicina alla Madonna di Vico l'Abate del 1319.

## Descrizione e stile
Maria, vestita di un ricco panneggio in broccato, tiene dolcemente tra le mani il Bambino, che è fasciato strettamente in un panno bicolore, da cui sporgono, oltre alla testa, una manina e i due piedini, vivacemente sgambettanti, tratti dall'osservazione dal vivo dei bambini. Il tipo di manto, raro nella pittura senese del tempo, mostra la mano di un grande maestro che rifiutava la semplificazione convenzionale di applicare un motivo indipendentemente dalle pieghe dal panneggio: il motivo vegetale della decorazione infatti si deforma a seconda dell'andamento della stoffa, come è ben evidente sul velo che copre la testa. L'acconciatura di Maria mostra una treccia raccolta attorno al capo, come usava tra le nobildonne dell'epoca. 
La fisionomia del Bambino è vicinissima a quella della Madonna di Vico l'Abate, opera giovanile dalla forte monumentalità scultorea: in questa tavola di poco successiva si nota già un adattamento dei modi dell'artista a schemi più aggraziati, con figure più allungate e dettagli più morbidi, come le affusolate mani di Maria. Si tratta quindi di una via di mezzo tra quella prima opera e il successivo Trittico di San Procolo agli Uffizi.